# Gwalior
Gwalior (en Hindi: ग्वालियर Gvāliyar) es una ciudad localizada al norte del estado de Madhya Pradesh en la India central. Se sitúa a 122 km al sur de Agra y 423 km al norte de Bhopal la capital del estado. Su principal economía es la industria. Su área es de 286 km² y su población es de 902 000.
Gwalior se ubica a 196 m sobre el nivel del mar.

## Toponimia
Según la tradición local, Gwalior debe su nombre a un sabio. Suraj Sen, un príncipe del clan Kachhwaha del siglo VIII, se dice que había perdido su camino en la selva. En una colina aislada se encontró con un hombre viejo, el sabio Gwalipa, cuya influencia fue grande. Al preguntarle al sabio por un poco de agua fue llevado a un estanque, las aguas no solo saciaron su sed, sino que curaron la lepra. En agradecimiento, el príncipe quiso ofrecer al sabio algo a cambio, y el sabio le pidió construir un muro en la colina con el fin de proteger a los otros sabios de animales silvestres que a menudo los perturbaban. Suraj Sen más tarde construyó un palacio en el interior de la fortaleza, que había sido nombrado "Gwalior". Con el tiempo, la fortaleza creció y es hoy esta ciudad.

## Clima
Gwalior tiene un clima subtropical con veranos calurosos desde finales de marzo hasta principios de julio, la estación del monzón húmedo desde finales de junio hasta principios de octubre y un invierno frío y seco desde principios de noviembre hasta finales de febrero. La ciudad tiene un clima subtropical húmedo. La temperatura más alta registrada fue de 53 °C y la más baja fue de 1 °C.
El verano comienza a finales de marzo, y junto con otras ciudades como Nagpur y Nueva Delhi se encuentran entre las más calientes en India y el mundo. Las temperaturas medias diarias son de 33-35 °C, y terminan a finales de junio con el inicio del monzón. Gwalior recibe 970 mm de lluvia al año, la mayoría de los cuales se concentra en los meses del monzón desde finales de junio hasta principios de octubre. Agosto es el mes más lluvioso con cerca de 310 mm de lluvia. El invierno en Gwalior comienza a finales de octubre, y en general es muy suave, con temperaturas diarias en promedio de 16 °C y más bien seco y soleado. Enero es el mes más frío con mínimas en promedio de 5-7 °C.